# 研究開発
研究開発（けんきゅうかいはつ、英語: Research and development、R&D）とは、特定の対象を調査して、基礎学問の研究や、目的に応じた応用研究の模索、将来的に発展する技術等の試験を行い、技術的な優位を得るための活動である。
英語では20世紀の初頭以降に用いられるようになった言葉であり、R&Dの略称を用いた組織や部局、団体名が多数存在する。

研究開発のリサイクル（英語）

GDPに占める研究開発費用の割合

## 概説
研究の概念は科学の誕生と同時に形成され、研究と開発の関係が認められたのは第二次世界大戦後である。（→#歴史）
研究開発は大別すると基本的な原理や性質を知るための純粋基礎研究、特定の実際的目的のために行われる目的基礎研究、特定の要請に答えるための応用研究、新製品を導入するための研究に分かれる。（→#分類）
近年では産業界、教育機関、公的機関が協力して行う「産学官連携」も行われるようになっている。（→#産学官連携）
日本国内の政府機関では研究所を冠した組織の多くが研究開発を行い各種業界のパイロット的な役割を担い、インターネット等を通じて情報収集及び発信を行っている。

## 分類
研究開発は大別すると基本的な原理や性質を知るための「純粋基礎研究」、特定の実際的目的のために行われる「目的基礎研究」、特定の要請に答えるための「応用研究」、新製品を導入するための研究に分かれる、ともされる。
また「基礎研究」「応用研究」「開発研究」の三つがあるともされ、この場合「基礎研究」とは技術を知的資産として蓄積することを目的とし、「応用研究」は事業推進を目的とし、基礎研究で開発されたものなどを活用し具体的な商品を作ることで、「開発研究」は応用研究で生まれた技術を複数組み合わせる研究、とされる。

## 歴史
古来より科学の知識を道具に活用することは古代文明の時代から認められているが、それらは体系的な研究開発と言えるものではなかった。18世紀にフランスの革命政府は直面する国防上の必要に応じて研究開発に乗り出し、薬莢、手旗信号電報などの成果を挙げているが、これも継続されなかった。これは近代までのヨーロッパやアメリカにおける多くの科学者や技術者たちは個別に自らの研究を進めることが主流であったことと関連している。しかしドイツのジーメンス、クルップ、ザイス社などは研究所を設置して大量の研究者を雇用して研究開発を行い、1870年には国立理工学部研究所が度量衡の標準化のために準備された。研究開発は第一次世界大戦で大きく変わり、ドイツに続いて1915年にイギリスで科学産業研究庁、1916年にはアメリカで全米研究評議会が設置された。第一次世界大戦後にはほぼすべての先進国の大企業は独自の研究所を設置して研究開発を管理した結果、自動車、飛行機、ラジオなどの分野で技術が画期的に発展した。また第二次世界大戦後にはそれまで主だった軍事分野と民事分野の区別があいまいになっていく傾向も見られるようになる。冷戦期においてアメリカは技術力が戦争の勝敗を左右しうる重要事項であると考えて研究開発を進めた結果、軍事、航空、コンピュータ、宇宙の分野でアメリカ産業の技術力を大幅に向上させた。
1980年代には日本の産業競争力が一部で際立つようになると同時に、「基礎研究ただ乗り」との批判が日本に向けられることになった。その後日本では1986年には、研究開発費が設備投資額を超えるという逆転現象が起きたともされる。（もっとも国内国外双方を含めて検討すると、研究開発費/設備投資額は実は逆転はしておらず、1対1に近づいているともされる。）日本で研究開発費が伸び、基礎研究所などが多数設立されると同時に、研究の自己充足性が高まり、内向き思考や閉鎖性が強くなり、技術提携が減ったとも考察されており、「NIH症候群」（Not Invented Here、自分達の発見でないものを顧慮しない傾向）の存在も指摘されている。

## 分野別

### 企業
R&Dは特に製造業で重視されているともされ、現代では企業はR&Dによって独自技術や新製品を開発することで価格競争を回避し有利な価格を設定できるとされる。R&Dは売上や利益に貢献し、R&Dによって企業は成長力を持つことができるともされる。「成長力の源泉」や「企業成長のエンジン」などと形容されることがある。
各企業（特に製造業）では、R&Dを企業の将来に直結する重要な業務と捉え、数年先を（企業・分野によっては10年以上を）見据えて人や設備などに投資している、ともされる。昨今では、インターネットの発展によりインターネット企業を中心に新しい研究開発の姿を模索する姿があり、Yahoo!、楽天等が相次いで研究所を設立している。
企業ではR&D部門は「研究所」「研究センター」「開発センター」「商品開発部」などといった名称で呼ばれていることが多い。
研究開発の職務は非定型的であるため、研究開発の組織構造としては、柔軟性のある「有機的組織構造」、つまり、あまり厳しい業務ルールを設定せず権限の分権が進んでいる組織構造が向いており官僚的組織は向いていない、ともされる。
通常、企業における研究開発の成果というものは、商品を市場に出して、投資したお金以上のお金を回収できた時に初めて認められるものだ、とも言われる。
よって企業における研究開発では、「製品化できること」「市場に受け入れられること」「他社よりも優れた製品であること」などの要件が求められるともされる。すなわち、これらの要件を満たさないと、製品化できなかったり、売れなかったりするわけで、投資分が回収できなくなってしまうということになるのである。
研究開発段階では成果は形ある製品としては存在しておらず、無形の状態であることは多いため、各企業は研究開発で得た発見やアイディアなどを特許登録などして他社に真似されないように守ることもある。

### 行政
行政における研究開発は各行政部局毎に個別に研究開発を行っているほか、地場産業を営む企業や団体が試みようとしている新規性のある技術開発へ設備投資の助成金等を交付している例がある。
独立行政法人の新エネルギー・産業技術総合開発機構(NEDO)では産業化に結びつく可能性の高い基礎研究を支援するために助成事業者を募集しており、NEDOにおける研究開発の対象項目は約60がある。NEDO公募要綱

### 教育
教育分野では文部科学省が主管する研究開発学校を設置して、試験的な新しい教育のありかたや変動するライフスタイル、周辺域の実態と協調しながら等の取り組み、研究開発学校から得た情報を分析・研究を行って学習教材や教育方法の開発を行っている。

### 建設業
建設分野では国土交通省が主管する建築研究所、及び土木研究所を初めとする研究所が民間企業では困難な事柄を調査・研究・開発し、集積した結果の広報や情報提供を行っている。

## 共同研究開発
オープンイノベーションを特に支援するため、技術研究組合制度が設けられている。技術研究組合は、組合の試験研究費を組合員の試験研究費として参入することができ、また研究開発促進税制を活用することができるため、企業財務上特に有利な制度として設けられている。2009年の通常国会で48年ぶりの抜本的大改正が行われ、鉱工業技術研究組合から技術研究組合となった。2者以上で設立ができるほか（これまで3者以上）、創立総会が不要となり、株式会社、合同会社への組織変更が可能となるなど、抜本的に拡充された。

## 産学官連携
企業は、市場化に関するノウハウはあっても長期に渡る研究開発に投資しつづけることは資金的に困難なことが多く、一方、教育機関（大学等）は採算性を考慮せず長期に渡り研究を行うことはできるものの、市場化・製品化のノウハウはすっかり欠如していることが多い。そのため、それらの問題点を解消するために公的機関によって、企業と教育機関のマッチング（お見合い）が行われるようになり、両者が連携して活動することが盛んに行われるようになった。
経済産業省による「平成17年度大学初ベンチャーに関する基礎調査」によると、大学発ベンチャーは1503社に及ぶとされ、それらベンチャー製品・サービスの供給先の7割は企業、とされる。供給先の内訳としては、57%が大手企業で、16%ほどが中小ベンチャー企業である。

## 職種としての研究開発
企業では「研究開発」あるいは「R&D」という名称の職種・ポジションが設定されていることがあり、研究開発はひとつの専門職として成立している。
ただし、現実には研究開発の部門に短期的な利益が期待されることもあり、本来の意味を必ずしも保持できていない。

## 会計
研究開発は費用かつ収益源でありまた企業の将来に渡る損益へ大きな影響を与えることから特段の扱いがなされている。例えば日本では財務諸表に対する研究開発費の注記が義務付けられている。
研究開発費は将来的な収益をもたらす観点からは費用性資産といえる一方、実態としてその多くは収益へと結びつかない。確実性の評価に基づいて費用計上・繰延資産計上を選択可能にした場合、評価方法のバラツキによって決算書の比較可能性が下がってしまう。このような背景から2022年現在、多くの会計基準ではR&D費の一括費用計上を原則としている (例: 日本)。